# Super Monkey Ball 2
Super Monkey Ball 2 (яп. スーパーモンキーボール2 Су:па: Монки: Бо:ру 2) — игра серии Super Monkey Ball, сиквел Super Monkey Ball. Разработана Amusement Vision и выпущена Sega. Игра получила статус «бестселлера» по продажам.

## Геймплей

### Уровни
Каждый уровень состоит из стартовой площадки, клетчатых платформ, и хотя бы одну арку, которая означает конец уровня. Многие уровни также имеют движущиеся платформы и с помощью кнопок нужно контролировать скорость и направление движения подвижных частей и других различных препятствий.
Этапы разнообразны по построению. Например, один уровень включает в себя набор платформ, которые вращаются вертикально, а другие напоминают гигантскую рампу. В первом уровне, никаких препятствий нет, но в одном из последних уровней от игроков требуется запомнить, что лабиринт имеет невидимые проходы.
Есть два способа потерпеть неудачу на уровне: падение в лабиринте или нехватка времени. На прохождение большинства уровней игроку даётся минута. Однако на некоторых уровнях, игрокам следует пройти его только за тридцать секунд. Очень немного уровней имеют какую-нибудь защиту от падения в лабиринт.

### Режимы
Есть три режима игры для основной игры: режим истории, режим вызова и режим практики.

#### Режим истории
В режиме игроку дается неограниченное количество жизней, чтобы завершить 100 уровней. Уровни разделены на десять миров и в каждом есть лабиринт. В каждом мире игрок может завершить уровни в любом порядке, но сами миры должны быть воспроизведены в определённом порядке. В режиме рассказывается история о четырёх обезьян из игры Super Monkey Ball (Айай, Мими, Малыш и Гонгон), которые преследуют доктора Бад-Буна, который украл все бананы острова для ещё более злой цели.

#### Режим вызова
Есть четыре вида сложности: «Beginner» (рус. Начинающий), «Advanced» (рус. Продвинутый), «Expert» (рус. Эксперт) и «Master» (рус. Мастер). В «Beginner» нужно пройти через первые десять уровней режима истории (мир 1). В «Advanced» нужно проходить ещё тридцать уровней (миры со 2 по 4). В «Expert» нужно пройти пятьдесят уровней (мир с 5 по 9). Последние десять уровней не доступны. В отличие от других режимов, в режиме вызова жизней даётся всего три, но это число может быть увеличено позднее. Игрок может пропустить уровень в режиме задачи.
Хотя все этапы имеют синий цвет финиша уровней, которая переносит игрока на следующий уровень, на нескольких этапов есть и зелёный и красный финиш. Зелёный финиш пропускает уровень, но красный пропустит два следующих.
Ещё одним отличием является то, что есть бонусные уровни в режиме задачи. Эти уровни, в которых много бананов разбросанных по уровню. Есть девять уровней, чтобы собирать бананы.

#### Режим практики
Это режим, чтобы освоить сложности, которые будут в основной игре.
Режим позволяет игрокам играть на любом уровне и предоставляется неограниченное количество жизней, но оценки не записываются.

### Очки
Есть два вида очков: «Regular Points» (рус. Регулярные очки) и «Play Points» (рус. Играбельные очки). В первом можно их получить, собирая бананы на уровнях или быстро завершить лабиринт, а во втором они начисляются во время игры, чем больше и дольше играет игрок в игру, тем больше очков будет начисляться.

## Super Monkey Ball 2: Sakura Edition
Super Monkey Ball 2: Sakura Edition была разработана компанией Other Ocean для iPhone, iPad, Android и Windows Phone 7. Она была основана по игре Super Monkey Ball 2.
Новые возможности в этой версии включают в себя четыре мини-игры: «Monkey Bowling» (рус. Обезьяний боулинг), «Monkey Target» (рус. Обезьянья цель), «Monkey Golf» (рус. Обезьяний гольф) и «Monkey Base» (рус. Обезьянья база). Управлять нужно поворотами телефона и планшета, чтобы имитировать движение обезьяны.

## Оценки
| Сводный рейтинг       | Сводный рейтинг           |
| Агрегатор             | Оценка                    |
| --------------------- | ------------------------- |
| GameRankings          | 86,14 %                   |
| Game Ratio            | 87 %                      |
| Metacritic            | 87/100 (NGC) 74/100 (iOS) |
| MobyRank              | 84/100                    |
| Иноязычные издания    |                           |
| Издание               | Оценка                    |
| AllGame               | (NGC) · (iOS)             |
| CVG                   | 8,0/10                    |
| EGM                   | 8,33/10                   |
| Eurogamer             | 8/10                      |
| Game Informer         | 7,75/10                   |
| GamePro               | 4,5/5                     |
| GameRevolution        | B+                        |
| GameSpot              | 9,0/10                    |
| GameSpy               | [ 16 ]                    |
| GameZone              | 9,0/10                    |
| IGN                   | 9,0/10 (NGC) 7,2/10 (iOS) |
| Nintendo Power        | 4,9/5                     |
| Nintendo World Report | 9,5/10 9/10               |
| Play (UK)             | 4/5                       |

Игра получила высокие оценки от критиков. GameSpot заявил, что фанаты будут больше любить Super Monkey Ball 2, чем первую игру серии. GameSpot UK охарактеризовал историю как «сумасшедшую», но всю игру назвал «милой».
IGN в своём итоге назвал игру «захватывающей, свежой и чисто развлекательной». Сайт отметил относительную простоту игры, благодаря которой в неё могут играть как дети, так и взрослые. Однако сайт Eurogamer назвал Super Monkey Ball 2 «тяжёлой», объясняя тем, что они не понимают, зачем обезьян поместили в капсулу.
GameSpy в своём обзоре отметил, что режим «Аркада» проходить куда веселее, чем режим «История», однако он похвалил мини-игры. В итоге он назвал Super Monkey Ball 2 одной из лучших многопользовательских игр.
Благодаря высоким оценкам от критиков, игра получила статус «бестселлера» по продажам, по всему миру было продано свыше 1,52 млн копий.

### Награды
- «E3 2002 Game Critics Awards»: Лучшая головоломка, лучшие мелочи и лучший зал.

## Применение в медицине
Super Monkey Ball 2 одна из трёх игр, которая связана с повышением навыков и умений для лапароскопической хирургии.